# Konstantin Borisov
Konstantin Sergeevič Borisov (in russo: Константин Сергеевич Борисов; Smolensk, 14 agosto 1984) è un cosmonauta russo. Nel 2018 è stato selezionato come cosmonauta del Gruppo 17 di Roscosmos. Nel marzo 2023 è stato assegnato alla missione SpaceX Crew-7 e Expedition 70 a bordo della Stazione spaziale internazionale  il cui lancio è avvenuto il 26 agosto 2023. È tornato sulla Terra il 12 marzo 2024 dopo 199 giorni di missione.

## Biografia

### Istruzione
Nel 2001 si diplomò alla scuola superiore n.3 della città di Žukovskij in un corso specifico per l'apprendimento della lingua inglese. Mentre frequentava l'Università russa di economia Plechanov, nel 2003 partecipò al progetto Erasmus, durante il quale studiò presso l'Università di Göteborg a Göteborg in Svezia per quattro mesi; conseguì la laurea di economia nel 2005. Tra settembre 2006 e dicembre 2007 studiò e conseguì un master in ricerca operativa e analisi dei sistemi presso l'Università di Warwick a Coventry nel Regno Unito. Nel 2018 conseguì una laurea in Progettazione di sistemi di supporto vitale per aeromobili presso il Moscow Aviation Institute (MAI).

### Carriera di economista
Dal 2005 al 2018 lavorò come analista, consulente, project manager e capo dipartimento presso Volvo Vostok CJSC, A.T. Carney GmbH, Boston Consulting Group (Moscow) Limited e LLC Ferronordic Machines.

### Carriera di cosmonauta
Il 26 settembre 2018 venne selezionato come candidato cosmonauta del Gruppo 17 dei cosmonauti di Roscosmos. Dal 1º ottobre 2018 al 24 novembre 2020 svolse l'addestramento generale dello spazio presso il Centro di addestramento cosmonauti Jurij Gagarin (GCTC), durante il quale svolse addestramenti di volo sull'aereo L-39, addestramento di paracadutismo, addestramenti parabolici sull'aereo Il-76MDK, test nella camera di isolamento, addestramento subacqueo e addestramenti alla sopravvivenza in acqua, in inverno e nel deserto. Alla conclusione dell'addestramento ricevete la qualifica di cosmonauta collaudatore, proseguì con l'addestramento avanzato e divenne assegnabile a una missione spaziale. Il 20 gennaio 2022 Roscosmos lo assegnò all'Expedition 70. Nel luglio 2022 venne assegnato come membro dell'equipaggio di riserva e sostituto del cosmonauta Andrej Fedjaev della SpaceX Crew-6. Il 1º marzo 2023 Roscosmos lo assegnò all'equipaggio del veicolo Crew Dragon per la missione SpaceX Crew-7 il cui lancio era previsto per metà del 2023. Il 13 luglio 2023 superò gli esami del GCTC relativi al Segmento russo della Stazione spaziale internazionale.

#### SpaceX Crew-7 (Expedition 69/70)
È partito per la sua prima missione spaziale il 26 agosto 2023 a bordo della navicella spaziale Crew Dragon Endurance per la missione SpaceX Crew-7 durante la quale ha preso parte alla missione di lunga durata Expedition 69/70 sulla Stazione spaziale internazionale.

## Vita privata
È appassionato di subacquea, apnea e nuoto nelle acque libere, di pilotaggio di velivoli e di parapendio.
Dal 2005 al 2009 completò tutte le fasi dell'addestramento del'Associazione internazionale per lo sviluppo dell'apnea (AIDA International) mentre dal 2009 ricoprì il ruolo di Freediving Instructor per AIDA International. Nel 2015 e nel 2016 fu un membro della giuria delCampionato del Mondo di apnea. Nel 2006 completò la formazione programma subacqueo PADI, venendo certificato come PADI Advanced Open Water Diver, PADI Nitrox e PADI Emergency First Response Instructor. Nel 2013 divenne appassionato del nuoto in acque libere; nel luglio 2018 attraversò a nuoto lo Stretto di Gibilterra, nuotando per 15 km senza soste dalla costa della Spagna alla costa del Marocco in 3 ore e 45 minuti. Al 2018 completò oltre 40 immersioni in acque libere. 
Tra il 2004 e il 2009 svolse corsi di addestramento per pilotare velivoli presso l'aeroclub di Berkut (Aeroporto di Ostaf'evo) e Jonathan Levingston (aeroporto di Mjačkovo), accumulando al 2018 37 ore su aeroplani e 10 ore su elicotteri. Nel 2011 completò un corso di addestramento al parapendio, ricevendo la qualifica ParaPro 3. 
Nel 2006 completò un corso di primo soccorso e rianimazione cardiopolmonare di 30 ore a Coventry, nel Regno Unito. Nel 2017 venne certificato come Emergency First Response First Aid Instructor a Mosca.